# Blood Hound
Blood Hound (jap. 夜型愛人専門店-ブラッドハウンド-, Yorugata Aijin Senmonten – Buraddo Haundo) ist eine Manga-Serie der japanischen Zeichnerin Kaori Yuki, die durch Comics wie Angel Sanctuary und God Child bekannt geworden ist. Der ungefähr 140 Seiten umfassende Manga richtet sich an jugendliche Mädchen, lässt sich also der Shōjo-Gattung zuordnen.

## Handlung
Der Manga selbst ist in drei Kurzgeschichten gegliedert, die aufeinander aufbauen. In der ersten Geschichte verschwinden diverse Mädchen spurlos, darunter auch Shiho, die Freundin der Oberschülerin Rion Kanou. Rion, die Tochter eines Abgeordneten, ist als Kind einmal von zuhause ausgerissen und wollte sich das Leben nehmen, da sie sich ungeliebt fühlte. Aber dabei traf sie einen Vampir, der sie zwar biss, aber ihr Leben rettete. Seitdem trägt sie eine Narbe in der Form von XXX im Nacken.
Nachdem eines der verschwundenen Mädchen tot und ohne Blut aufgefunden wird, spricht man in den Medien vom „Vampir-Mordfall“. Eine Karte, die Rion von Shiho kurz vor deren Verschwinden bekam, führt sie zum Hostclub „Krankenhaus“, hinter dem sie Vampire vermutet. Zwar wollen die Mitglieder des Clubs sie rausschmeißen, da sie noch minderjährig ist, doch nachdem Rion eine Flasche Dom Pérignon im Wert von 700 Euro zerschlagen hat, darf sie bleiben, um den Schaden abzuarbeiten. Rion hält den mysteriösen Suou für den Täter. Doch dieser entpuppt sich schließlich als jemand ganz Unerwartetes und Rion gerät dabei in große Gefahr.
In der zweiten Geschichte gerät Rion an ihre Mitschülerin Kinuka Amagi, die sich als eine Hexe entpuppt und Rions Blut will, da sie dadurch hofft, ihren durch Operationsnarben entstellten Körper wiederherstellen zu können. Zu Kinukas Dienern gehört auch Suou, der jedoch jetzt deutlich jünger aussieht. 
In der dritten Geschichte zerstört Rion beim Putzen eine Flasche, in der ein Dämon gefangen ist, der für Geschlechtsumwandlungen zuständig ist. Durch einige Spritzer aus der Flasche verwandelt sich Rion in einen Jungen. Sie kann erst wieder ein Mädchen werden, wenn sie diejenige Frau, die sie zuerst anspricht, dann auch küsst. Und diese Frau ist Kinuka Amagi.

## Veröffentlichungen
Die drei Kapitel von Blood Hound erschienen in Japan von Januar 2003 bis September 2004 unregelmäßig in den Manga-Magazinen Hana to Yume und Bessatsu Hana to Yume (Betsuhana). Der Hakusensha-Verlag brachte diese drei Einzelkapitel auch als Sammelband heraus. Im Januar 2005 veröffentlichte Yuki ein viertes Kapitel im Betsuhana. Da der Manga ein offenes Ende besitzt, ist eine Fortsetzung durchaus möglich.
Der Manga erschien auch in Frankreich und Deutschland. Carlsen Comics publizierte den Band im April 2006 auf Deutsch.
Die Geschichte Blood Hound Special, ein Spin-off, soll im September 2008 bei Carlsen Comics in der Reihe Chibi-Manga erscheinen. Damit ist es der erste Manga, der aus einem japanischen Manga-Magazin direkt außerhalb Japans erscheint.

## Hintergründe
Der Manga basiert auf einer in Japan ausgestrahlten Realserie mit dem Titel Vampire Callboy – Night Lovers Special Shop (was sich auch im Originaltitel widerspiegelt). Die Hauptrollen darin spielten Minako Komukai (Rion) und Satoshi Matsuda (Suou).
Der Name Suou bezieht sich auf die blutrote Farbe des ostindischen Sappanholz.
Rions Mal im Nacken in der Form XXX steht für die 30 Silberlinge, die Judas als Lohn für seinen Verrat an Jesus erhalten hat. Deshalb sehen sich die Vampire in diesem Manga auch als „Kinder Judas“.
Beim Zeichnen der letzten Kurzgeschichte stand Kaori Yuki kurz vor der Entbindung ihres Kindes, weshalb die Geschichte relativ kurz ausgefallen ist.

## Dorama
Basierend auf dem Manga wurde vom 4. April bis 27. Juni 2004 auf TV Tokyo das 12-teilige Dorama Vampire Host (ヴァンパイアホスト, Vampaia Hosuto) ausgestrahlt.